# بومو
البومو هم الشعب الأصلي لكاليفورنيا. كانت المنطقة التاريخية لشعب بومو في شمال كاليفورنيا ضخمة، يحدّها ساحل المحيط الهادئ إلى الغرب، وتمتد إلى الداخل حتى بحيرة كليرليك، وأساسًا بين كليون ودونكانز بوينت. انفصلت مجموعة صغيرة، بومو الشمالية الشرقية قرب منطقة ستونيفورد التابعة لمقاطعة كولوسا، عن منطقة بومو الأساسية، من خلال أراضٍ يقطنها سكان يتحدثون لغتي يوكي ووينتوان.
يُشتق اسم بومو من التداخل بين الكلمتين «بومو» و«بوما». كان المصطلح في الأصل يعني «أولئك الذين يعيشون في حفرة أرضية حمراء» وكان ذات مرة اسم قرية في وادي بوتر الجنوبي بالقرب من مجتمع بومو اليوم. قد تكون الكلمة إشارة إلى رواسب محلية من معدن المغنسيت الأحمر، المستخدم في الخرز الأحمر، أو إلى الأرض الحمراء والطمي، مثل حجر الهيماتيت الذي يستخرج من المنطقة. في لهجة بومو الشمالية، كانت تستخدم -بومو أو -بوما كلاحقة بعد أسماء الأماكن، لتعني مجموعة فرعية من الناس ضمن المكان. بحلول العام 1877 (بدءًا من المؤرخ باورز على الأرجح)، توسع استخدام اسم بومو في الإنجليزية ليشمل جميع الشعب المعروف اليوم باسم بومو. يملك شعب بومو 20 قائدًا في الوقت ذاته.

## الثقافة
كان الشعب الذي يُطلق عليم اسم بومو مرتبطًا في الأصل بالمكان واللغة والتعبير الثقافي. ولم تكن هذه الجماعات مرتبطة إجتماعيًا أو سياسيًا كمجموعة واحدة كبيرة موحدة. عوضًا عن ذلك، كانوا يعيشون في مجموعات أو جماعات صغيرة مرتبطة بالجغرافيا والنسب والزواج. اعتمدوا تقليديًا على صيد السمك والصيد البري والجمع في الحصول على الطعام.

### تاريخ
ثقافات بومو الهندية هي مجموعات عرقية لغوية متعددة تشكل أسرة لغة واحدة في شمال كاليفورنيا. امتدت أراضيهم التاريخية من ساحل المحيط الهادئ بين كليون ودونكانز بوينت إلى كليرليك. فضل البومو الهنود العيش في مجموعات صغيرة تدعى «جماعات». ارتبطت هذه الجماعات مع بعضها من خلال الجغرافيا والنسب والزواج. شملت ثقافات بومو في الأصل المئات من المجتمعات المستقلة.
مثل العديد من المجموعات الأصلية الأخرى، اعتمد البومو الهنود شمال كاليفورنيا على صيد الأسماك، والصيد البري، والجمع من أجل الحصول على غذائهم اليومي. تناول سمك السلمون، والخضر البرية، والبعوض، والفطر، والتوت، والجراد، والأرانب، والفئران، والسناجب. كان البلوك أهم مادة غذائية ضمن حميتهم. عادة ما شمل تقسيم العمل في مجتمعات بومو الهندية جمع وإعداد الأطعمة النباتية من قبل النساء، في حين كان الرجال صيادين للأسماك وفي البراري.
تشتهر ثقافة بومو الهندية بعادة صناعة السلال المتشابكة. يدمج نوع قيّم من السلال ريش الطيور في تصميم نسيج السلة. من أهم رقصاتهم الثقافية «رقصة الشبح» و«أقصى الجنوب». يعتقدون خلال «رقصة الشبح» أنهم يدركون الموتى. ويتم الاحتفال برقصة «أقصى الجنوب» كطقس عبور للأطفال إلى القبيلة.
أصبحت اللغات البومية معرضة للخطر الشديد بعد الاستعمار الأوروبي الأميركي لأراضيها الأصلية. أثرت الاحتكاكات مع الروس والإسبان والأوروبيين الأميركيين على هذه اللغات، ولم يعد كثيرون يتحدثون بها بسبب تحولهم إلى اللغة الإنجليزية. هناك حوالي اثني عشر نوعًا من لغة بومو التي لا تزال تستخدم من قبل شعب بومو.
بومو، المعروفة أيضًا باسم باموان أو كولانابان الأقل شيوعًا، هي عائلة لغوية، تضم سبع لغات متمايزة وغير مفهومة بشكل متبادل، تشمل بومو الشمالية، وبومو الشمالية الشرقية، وبومو الشرقية، وبومو الجنوبية الشرقية، وبومو الوسطى، وبومو الجنوبية، وكاشايا. صنف جون ويزلي باول الأسرة اللغوية تحت كولانبوتان في عام 1891، مستخدمًا الاسم الذي قدمه جورج جيبس لأول مرة في عام 1853. اشتق هذا الاسم لعائلة اللغات من اسم قرية في بومو الشرقية على الساحل الجنوبي لكليرليك. كان باورز (1877) أول من أشار إلى هذه العائلة اللغوية بأكملها باسم «بومو»، بينما قدم باريت (1908) الأسماء الجغرافية التي استخدمت للإشارة إلى اللغات البومية السبع (مثل لغة بومو الجنوبية الشرقية).